# Chicago Film Critics Association Awards 2009
La cerimonia di premiazione della 22ª edizione dei Chicago Film Critics Association Awards si è tenuta a Chicago, Illinois, il 21 dicembre 2009, per premiare i migliori film prodotti nel corso dell'anno.

## Vincitori e candidati
I vincitori sono indicati in grassetto.

### Miglior film
- The Hurt Locker, regia di Kathryn Bigelow
- Bastardi senza gloria (Inglourious Basterds), regia di Quentin Tarantino
- A Serious Man, regia di Joel ed Ethan Coen
- Up, regia di Pete Docter e Bob Peterson
- Nel paese delle creature selvagge (Where the Wild Things Are), regia di Spike Jonze

### Miglior attore
- Jeremy Renner - The Hurt Locker
- Jeff Bridges - Crazy Heart
- George Clooney - Tra le nuvole (Up in the Air)
- Michael Stuhlbarg - A Serious Man
- Matt Damon - The Informant!

### Migliore attrice
- Carey Mulligan - An Education
- Gabourey Sidibe - Precious
- Meryl Streep - Julie & Julia
- Abbie Cornish - Bright Star
- Maya Rudolph - American Life (Away We Go)

### Miglior attore non protagonista
- Christoph Waltz - Bastardi senza gloria (Inglourious Basterds)
- Stanley Tucci - Amabili resti (The Lovely Bones)
- Woody Harrelson - Oltre le regole - The Messenger (The Messenger)
- Peter Capaldi - In the Loop
- Christian McKay - Me and Orson Welles

### Migliore attrice non protagonista
- Mo'Nique - Precious
- Vera Farmiga - Tra le nuvole (Up in the Air)
- Anna Kendrick - Tra le nuvole (Up in the Air)
- Julianne Moore - A Single Man
- Natalie Portman - Brothers

### Miglior regista
- Kathryn Bigelow - The Hurt Locker
- Joel ed Ethan Coen - A Serious Man
- Spike Jonze - Nel paese delle creature selvagge (Where the Wild Things Are)
- Quentin Tarantino - Bastardi senza gloria - (Inglourious Basterds)
- Jason Reitman - Tra le nuvole (Up in the Air)

### Miglior fotografia
- Barry Ackroyd - The Hurt Locker
- Mauro Fiore - Avatar
- Lance Acord - Nel paese delle creature selvagge (Where the Wild Things Are)
- Robert Richardson - Bastardi senza gloria (Inglorious Basterds)
- Greig Fraser - Bright Star

### Miglior colonna sonora originale
- Michael Giacchino - Up
- Alexandre Desplat - Fantastic Mr. Fox
- James Horner - Avatar
- Marvin Hamlisch - The Informant!
- Carter Burwell e Karen O - Nel paese delle creature selvagge (Where the Wild Things Are)

### Migliore sceneggiatura originale
- Mark Boal - The Hurt Locker (The Hurt Locker)
- Joel ed Ethan Coen - A Serious Man (A Serious Man)
- Dave Eggers e Vendela Vida - American Life (Away We Go)
- Quentin Tarantino - Bastardi senza gloria (Inglorious Basterds)
- Bob Peterson - Up (Up)

### Migliore sceneggiatura non originale
- Jason Reitman e Sheldon Turner - Tra le nuvole (Up in the Air)
- Nick Hornby - An Education
- Jesse Armstrong, Simon Blackwell, Armando Iannucci e Tony Roche - In the Loop
- Scott Z. Burns - The Informant!
- Spike Jonze e Dave Eggers - Nel paese delle creature selvagge (Where the Wild Things Are)

### Miglior film d'animazione
- Up, regia di Pete Docter e Bob Peterson
- Coraline e la porta magica (Coraline), regia di Henry Selick
- Fantastic Mr. Fox, regia di Wes Anderson
- Ponyo sulla scogliera (崖の上のポニョ), regia di Hayao Miyazaki
- La principessa e il ranocchio (The Princess and the Frog), regia di Ron Clements e John Musker

### Miglior film documentario
- Anvil! The Story of Anvil, regia di Sacha Gervasi
- The Cove - La baia dove muoiono i delfini (The Cove), regia di Louie Psihoyos
- Food, Inc., regia di Robert Kenner e Elise Pearlstein
- Capitalism: A Love Story, regia di Michael Moore
- Tyson, regia di James Toback

### Miglior film in lingua straniera
- Il nastro bianco (Das weiße Band), regia di Michael Haneke (Germania)

### Miglior regista rivelazione
- Neill Blomkamp - District 9
- Scott Cooper - Crazy Heart
- Cary Fukunaga - Sin nombre
- Duncan Jones - Moon
- Marc Webb - (500) giorni insieme ((500) Days of Summer)

### Miglior performance rivelazione
- Carey Mulligan - An Education
- Sharlto Copley - District 9
- Christian McKay - Me and Orson Welles
- Max Records - Nel paese delle creature selvagge (Where the Wild Things Are)
- Gabourey Sidibe - Precious